# Beziehungen zwischen Oman und den Vereinigten Staaten

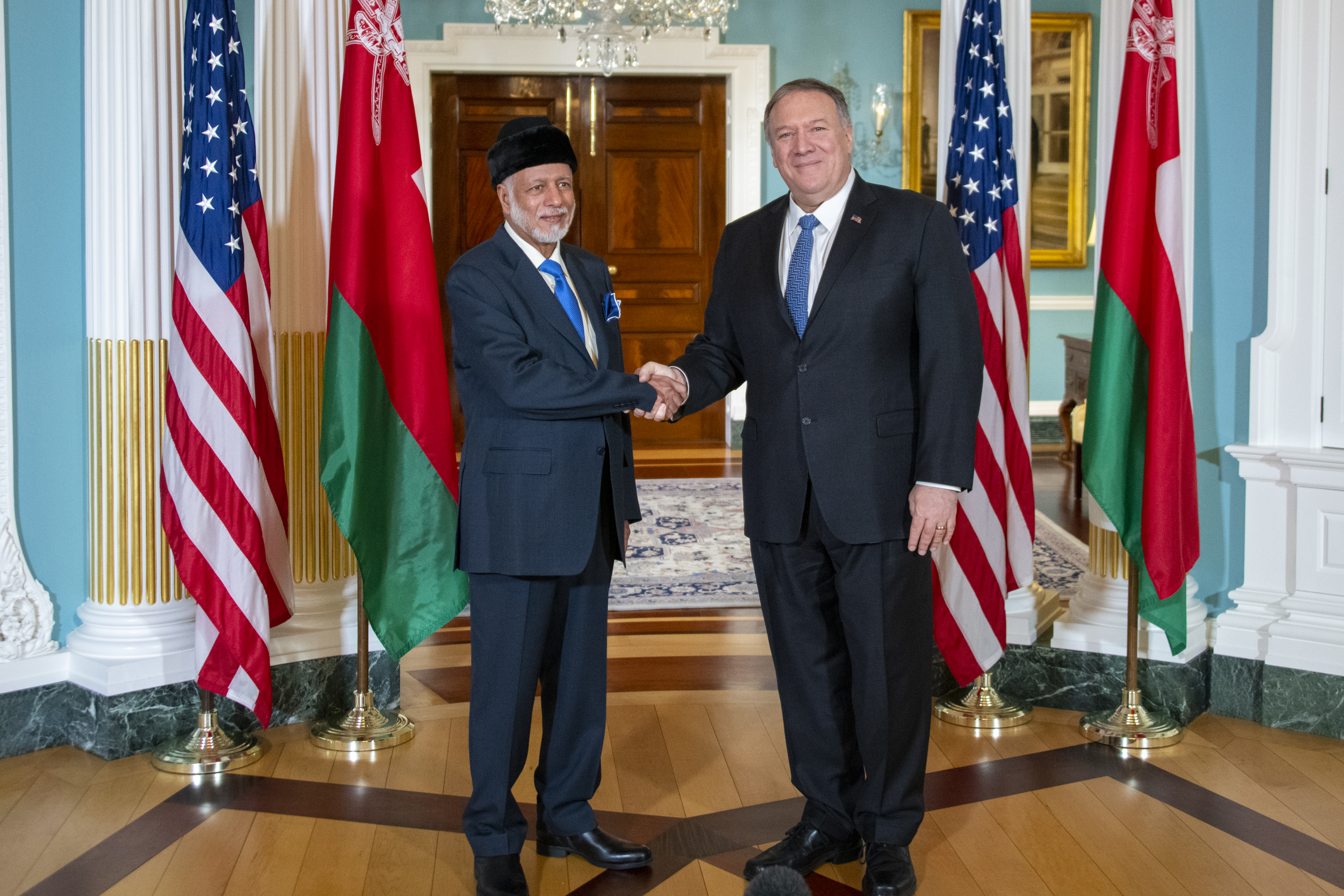
Omanisch-amerikanisches Treffen zwischen den Außenministern (2019)

Die zwischenstaatlichen Beziehungen zwischen dem Sultanat Oman und den Vereinigten Staaten von Amerika (USA) reichen über 200 Jahre zurück und sind von historischer Bedeutung. Der Oman war eines der ersten arabischen Länder, das formelle diplomatische Kontakte mit den Vereinigten Staaten knüpfte. Heutzutage verbinden beide Staaten enge partnerschaftliche Beziehungen in den Bereichen Diplomatie, Wirtschaft und Verteidigung. Gleichzeitig verfolgt der Oman als "Schweiz des Nahen Ostens" traditionell eine eigenständige, neutrale Außenpolitik und ist kein formeller Militärverbündeter der USA, obwohl beide eng kooperieren.

## Geschichte
Die Kontakte zwischen Oman und den USA begannen bereits im späten 18. Jahrhundert, als erste amerikanische Handelsschiffe omanische Häfen anliefen. Am 21. September 1833 unterzeichneten Gesandte beider Staaten in Maskat einen Vertrag über Freundschaft und Handel, den ersten der USA mit einem Staat am Arabischen Golf. Auf dieser Grundlage entwickelten sich früh freundschaftliche Kontakte: 1840 entsandte der Sultan einen omanischen Gesandten in die USA, der zum ersten arabischen Diplomaten in Washington, D.C. wurde. Die Kontakte blieben in den folgenden Jahrzehnten sporadisch; die USA unterhielten von 1880 bis 1915 ein Konsulat in Maskat.
Einen Neubeginn erfuhren die omanisch-amerikanischen Beziehungen 1970, als Sultan Qabus bin Said nach einem unblutigen Umsturz die Regierung übernahm und Oman außenpolitisch öffnete. Die Vereinigten Staaten nahmen am 17. April 1972 offizielle diplomatische Beziehungen zu dem Land auf und eröffneten noch im selben Jahr eine Botschaft in Maskat (der erste US-Botschafter residierte ab 1974 vor Ort). Seitdem haben sich die bilateralen Beziehungen deutlich vertieft. 1980 war Oman der erste Golfstaat, der den US-Streitkräften Zugang zu seinem Staatsgebiet gewährte. Oman unterstützte im Jahr 1991 die von den USA geführte Koalition zur Befreiung Kuwaits im Zweiten Golfkrieg, blieb jedoch während des Irakkriegs neutral.
Unter Sultan Qabus profilierte sich der Oman zudem als neutraler Vermittler in regionalen Konflikten. So war Maskat ein geheimer Treffpunkt für erste direkte Gespräche zwischen amerikanischen und iranischen Vertretern im Jahr 2013, die den Grundstein für das spätere Atomabkommen (JCPOA) legten. Der Oman spielte wiederholt eine humanitäre Vermittlerrolle – etwa bei der Freilassung von in Iran festgehaltenen US-Bürgern. Die traditionell freundschaftlichen Beziehungen wurden auch nach dem Thronwechsel zu Sultan Haitham ibn Tariq im Jahr 2020 fortgesetzt. 2025 vermittelte der Oman erneut bei Gesprächen zwischen dem Iran und den Vereinigten Staaten über ein neues Atomabkommen.

## Wirtschaftsbeziehungen
2006 unterzeichneten beide Staaten ein Freihandelsabkommen (in Kraft seit 2009), das Zölle abschaffte und den Marktzugang erleichterte. In der Folge stieg das bilaterale Handelsvolumen deutlich an und liegt seit 2021 bei über 3 Milliarden US-Dollar jährlich. Die Vereinigten Staaten gehören zu den größten Auslandsinvestoren in Oman; bis Ende 2023 stieg das US-Investitionsvolumen auf umgerechnet rund 13 Milliarden US-Dollar, womit die USA der zweitgrößte ausländische Kapitalgeber im Land sind.

## Sicherheitsbeziehungen
Oman und die USA arbeiten in sicherheitspolitischen Fragen eng zusammen. Bereits 1980 schlossen beide Länder ein erstes Abkommen über militärische Zusammenarbeit, das Oman zu einem wichtigen regionalen Partner der USA machte. Seither finden regelmäßig gemeinsame Manöver und Ausbildungsprogramme statt, um die Interoperabilität der Streitkräfte zu stärken. Die USA nutzen im Bedarfsfall omanische Militärstützpunkte; so räumt Oman den US-Streitkräften im Rahmen eines 2019 geschlossenen Rahmenabkommens erweiterten Zugang zu seinen Häfen und Luftwaffenbasen, darunter in Duqm und Salala, ein. Die sicherheitspolitische Kooperation umfasst zudem gemeinsame Anstrengungen zur Sicherung maritimer Handelswege (etwa in der Straße von Hormus) und zur Bekämpfung von Piraterie und Extremismus. Omanische Streitkräfte sind mit importierten US-amerikanischen Waffensystemen ausgerüstet.